# Loire (departement)
Loire (42) is een Frans departement, vernoemd naar de rivier de Loire. De inwoners van Loire heten Ligériens.
Het departement is in 1793 ontstaan door splitsing van het departement Rhône-et-Loire. Het grondgebied komt overeen met de oorspronkelijke provincie Forez.

## Geografie
Het departement Loire maakt deel uit van de regio Auvergne-Rhône-Alpes. Het wordt begrensd door de departementen Rhône, Isère, Ardèche, Haute-Loire, Puy-de-Dôme, Allier en Saône-et-Loire.
De Loire stroomt van noord naar zuid door het departement, dat bestaat uit twee vlakten, de vlakte van Forez in het centrum en de vlakte van Roanne in het noorden. Deze vlakten worden omgeven door gebergte. Het hoogste punt is de Pierre-sur-Haute (1634 m) in de Monts du Forez. In het oosten, voorbij Saint-Étienne, begint het stroomgebied van de Rhône.

### Bestuurlijk
Loire bestaat uit de drie arrondissementen:
- Montbrison
- Roanne
- Saint-Étienne

Loire heeft 21 kantons:
- Kantons van Loire

Loire heeft 327 gemeenten:
- Lijst van gemeenten in het departement Loire

## Demografie

### Demografische evolutie sinds 1962
| Naam       | Index 1962 | Index 1968 | Index 1975 | Index 1982 | Index 1990 | Index 1999 | Index 2008 | Index 2019 |
| ---------- | ---------- | ---------- | ---------- | ---------- | ---------- | ---------- | ---------- | ---------- |
| Loire      | 100,0      | 103,7      | 106,6      | 106,2      | 107,2      | 104,6      | 106,6      | 109,9      |
| Frankrijk* | 100,0      | 107,1      | 113,3      | 117,0      | 121,9      | 126,0      | 133,8      | 140,1      |

| Naam       | Inw./Km² 1962 | Inw./km² 1968 | Inw./km² 1975 | Inw./km² 1982 | Inw./km² 1990 | Inw./km² 1999 | Inw./km² 2008 | Inw./km² 2015 |
| ---------- | ------------- | ------------- | ------------- | ------------- | ------------- | ------------- | ------------- | ------------- |
| Loire      | 145,6         | 151,1         | 155,3         | 154,7         | 156,1         | 152,4         | 155,2         | 160,2         |
| Frankrijk* | 84,2          | 90,1          | 95,4          | 98,5          | 102,7         | 106,1         | 112,7         | 119,7         |

Frankrijk* = exclusief overzeese gebieden
Bron: Recensement Populaire INSEE - 1962 tot 1999 population sans doubles comptes, nadien Population Municipale
Op 1 januari 2022 had Loire 772.041 inwoners.

### De 10 grootste gemeenten in het departement
| Nr. | Gemeente                 | Aantal inwoners (2022) |
| --- | ------------------------ | ---------------------- |
| 1   | Saint-Étienne            | 172.569                |
| 2   | Saint-Chamond            | 35.586                 |
| 3   | Roanne                   | 35.364                 |
| 4   | Firminy                  | 17.128                 |
| 5   | Montbrison               | 16.098                 |
| 6   | Saint-Just-Saint-Rambert | 15.579                 |
| 7   | Rive-de-Gier             | 15.457                 |
| 8   | Le Chambon-Feugerolles   | 12.307                 |
| 9   | Riorges                  | 11.034                 |
| 10  | Andrézieux-Bouthéon      | 10.312                 |

## Afbeeldingen

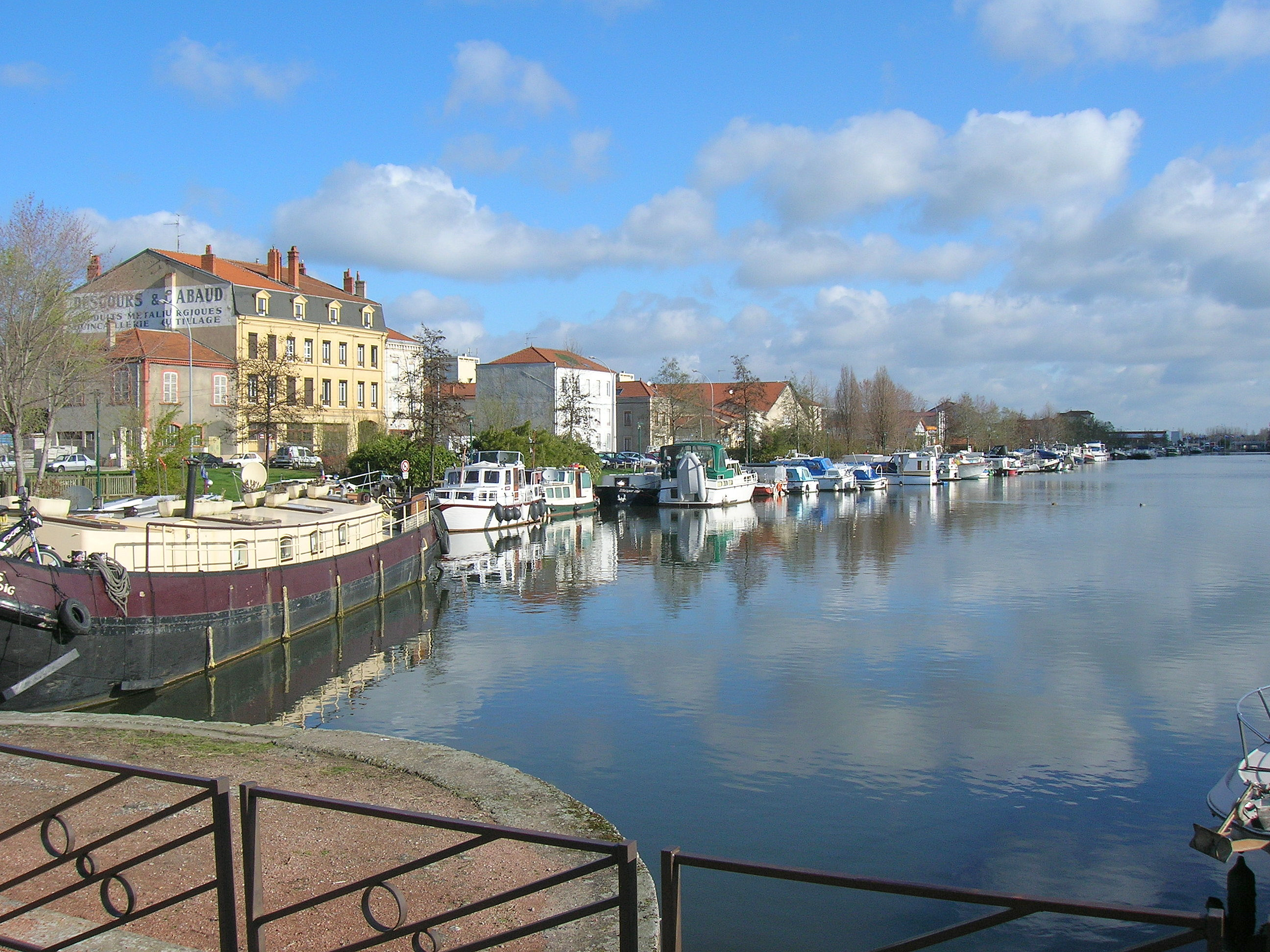
Roanne
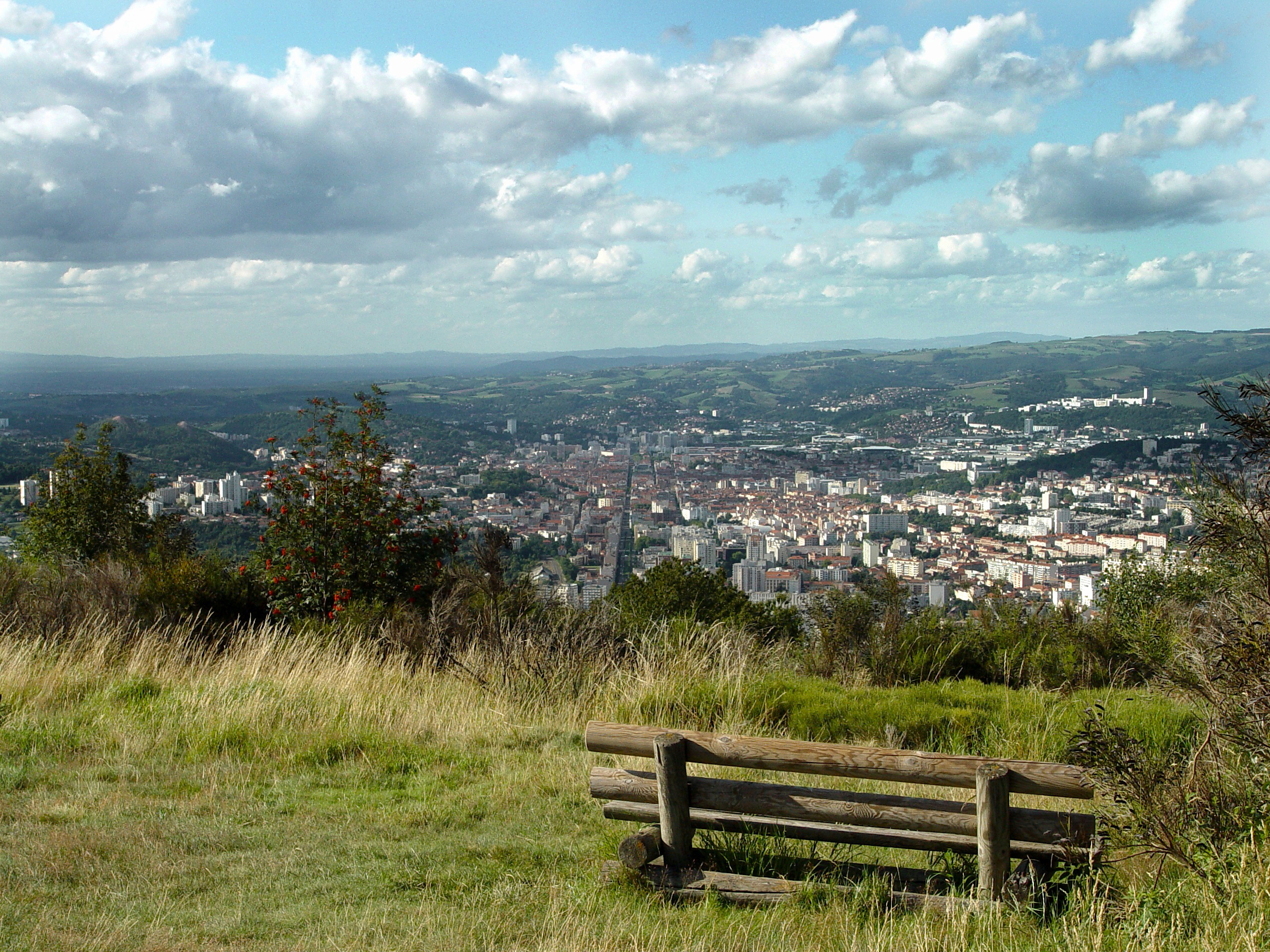
Gezicht op Saint-Étienne